# Leah Fortune
Leah Lynn Gabriela Fortune (* 13. Dezember 1990 in São Paulo) ist eine brasilianisch-amerikanische Fußballtrainerin und ehemalige Fußballspielerin.

## Leben
Leah wurde in São Paulo geboren, wuchs aber in Wayne (Illinois) auf, wo ihre Eltern als Missionare arbeiteten.

## Karriere

### Verein
Leah begann ihre Karriere mit vier Jahren in der Jugend von Brasilia LFC und wurde 2005 in die Profi-Mannschaft befördert. Nachdem sie zwei Jahre für Basilia LFC gespielt hatte, wechselte sie 2006 an die Wheaton Academy, wo Leah stellvertretender Kapitän war. Ab Januar 2008 spielte sie neben ihrem Collegeabschluss für das Team Eclipse. 2009 verließ sie das Team Eclipse und unterschrieb bei Chicago Liverpool FC. Im Frühjahr 2010 begann sie ihr Studium an der University of Texas at Austin und spielte für die Longhorns im Frauen-Soccerteam.

### Nationalmannschaft
Leah vertrat ihr Land bei der U-20 Weltmeisterschaft der Frauen 2008 in Chile und an der U-20 Weltmeisterschaft der Frauen 2010 in Deutschland. Zu einem A-Länderspiel kam sie bislang noch nicht, da sie sich noch nicht entschieden hat, ob sie für Brasilien oder die Vereinigten Staaten antritt.

### Trainerin
Bereits während ihrer aktiven Zeit begann Leah als Trainerin zu arbeiten. Von August 2014 bis Mai 2017 war sie Co-Trainerin bei den USC Upstate Spartans. Noch 2017 wurde sie Co-Trainerin bei den Lipscomb Bisons.

## Privates
Ihr Vater Hudson ist Amerikaner, wuchs jedoch in Brasilien auf. Nachdem er in die USA zurückgekehrt war, spielte er als Fußballer an der Indiana University und wurde Kapitän. Später spielte er als Profi-Fußballer für Pittsburgh Spirit und Indianapolis Daredevils.

## Sonstiges
Sie wurde von FIFA.com als außergewöhnliche Spielerin bezeichnet, nachdem sie ihre Einwürfe mit einem Frontflip abschloss.